# Szürianosz
Szürianosz, régiesen Syrianos (ógörögül: Σῠρίανος; ? – 437) késő ókori újplatonista görög filozófus, az athéni újplatonikus iskola vezetője. 

## Élete
Kevés dolog ismert az életéről. Annyit tudunk, hogy Alexandriából származott, majd Athénba ment, hogy Plütarkhosznál tanuljon az ottani újplatonikus filozófiai iskolában. Amikor a tanára idős kora miatt visszalépett a tanítástól, Szürianosz vette át a tanítást; Platón és Arisztotelész kommentátora lett.
Proklosz és Hermiász újplatonikus filozófusok tanáraként is ismert.

## Művei
Műveiből csak kevés maradt meg, a fennmaradtak a következők:
- kommentár Arisztotelész Metafizikájának 3., 4., 13. és 14. könyvéhez
- kommentárok Hermogenész két retorikai művéhez
- előadások Platón Phaidroszáról